# 6126 Hubelmatt
6126 Hubelmatt este o planetă minoră (asteroid), cu un diametru de 4,807 km, din centura de asteroizi. A fost descoperită pe 5 martie 1989 la Observatorul Kleť de Zdeňka Vávrová⁠(d) și a fost numită după Sternwarte Hubelmatt⁠(d). 
Obiectul prezintă o orbită caracterizată de o semiaxă mare de 2,2160435 UAi, o excentricitate de 0,12, o înclinație de 2,85743 ° în raport cu ecliptica.